# Вона ненавидить мене
«Вона ненавидить мене» («She Hate Me») — американська комедійна кінодрама 2004 року, знята режисером Спайком Лі, з Ентоні Макі у головній ролі.

## Сюжет
Один із провідних вчених фірми, де працює Джек Армстронг, наклав на себе руки, після чого Джек знаходить відеокасету, на якій вчений визнається в незаконних махінаціях компанії. Вирішивши використовувати цю інформацію, він виступає проти своїх нечистих на руку босів і в одну мить залишається без роботи, без центу на рахунку і зв'язків. А одного вечора його відвідує колишня подружка, яка нещодавно змінила сексуальну орієнтацію і тепер хоче, щоб Джек став батьком її дитини.

## У ролях
- Ентоні Макі — Джек Армстронг
- Еллен Баркін — Марго Чадвік
- Моніка Беллуччі — Сімона Бонасера
- Керрі Вашингтон — Фатіма
- Джим Браун — Джеронімо Армстронг
- Оссі Дейвіс — Б'юкенен, суддя
- Жамель Деббуз — роль другого плану
- Браян Деннегі — роль другого плану
- Вуді Гаррельсон — Ліланд
- Бай Лінь — роль другого плану
- Лонетт Маккі — роль другого плану
- Паула Джей Паркер — Евелін
- Данія Рамірес — Алекс
- Джон Туртурро — дон Анжело Бонасера
- Чиветел Еджіофор — Френк
- Девід Беннент — роль другого плану
- Ісайя Вітлок-молодший — роль другого плану
- Міколь Бріана Вайт — роль другого плану
- Саріта Чоудрі — роль другого плану
- Саванна Геск — роль другого плану
- Джої Лі — роль другого плану
- Майкл Дженет — роль другого плану
- Рік Айєлло — Рокко Бонасера
- Кріс Тардіо — Франко Бонасера
- Самрат Чакрабарті — Ахмад
- Кандісс Едмундсон — роль другого плану
- Крістіна Клебе — роль другого плану
- Меріон Маккоррі — роль другого плану
- Рейнальдо Розалес — Джиммі
- Джеймс Маккаффрі — роль другого плану
- Кім Діректор — Грейс
- Т. В. Карпіо — роль другого плану
- Джералд Ентоні — містер Дженнінгс
- Гарі Еванс — роль другого плану
- Мерфі Гайєр — роль другого плану
- Кіт Джокім — Річард Ніксон
- Пі Джей Браун — роль другого плану
- Восс Ем Стівенс — роль другого плану
- Лемон — роль другого плану
- Крістофер Вінкуп — роль другого плану
- Елісон Фолленд — Доріс
- Тім Міллер — роль другого плану
- Сандра Ендо — роль другого плану
- Марті Мерфі — офіцер
- Майкл Дівайн — офіцер
- Пітер Кубарт — роль другого плану
- Родні Ведмідь Джексон
- Чарльз Санті — офіцер поліції
- Еліс Лью — роль другого плану
- Найа Гілл — роль другого плану
- Пурна Джаганнатан — роль другого плану
- Нгуйєн Голл — роль другого плану
- Анджела Форрест — Рубі
- Джефф Г'юз — Олівер Норт
- Сара Деседж — роль другого плану
- Спіро Егнью — роль другого плану
- Дженніфер Лейн Парк — роль другого плану
- Карі Вонг — роль другого плану

## Знімальна група
- Режисер — Спайк Лі
- Сценаристи — Майкл Дженет, Спайк Лі
- Оператор — Меттью Лібатік
- Композитор — Теренс Бланшар
- Продюсери — Жан Казес, Жамель Деббуз, Престон Ел Голмс, Спайк Лі, Крейг Спітцер, Фернандо Сулічін